# Bio (Lot)
Bio é uma comuna francesa na região administrativa de Occitânia, no departamento de Lot. Estende-se por uma área de 10,79 km². Em 2010 a comuna tinha 357 habitantes (densidade: 33,1 hab./km²).